# María Elena Morán
María Elena Morán (Maracaibo, 27 de novembro de 1985) é uma escritora e roteirista venezuelana, radicada no Brasil. 
Seu primeiro romance, Os continentes de Dentro, foi publicado em 2021, no Brasil (Zouk) e na Espanha (Ménades Editorial). Ganhadora do Premio Café Gijón 2022, com seu romance Volver a cuándo, que será publicado em janeiro de 2023 pela Ediciones Siruela. 

## Biografia
Graduada em Comunicação Social na Universidad del Zulia (2007), Venezuela, e no curso regular da EICTV, Cuba, onde estudou Roteiro Cinematográfico (2012). Mestre e doutora pela Pontifícia Universidade Católica do Rio Grande do Sul, Brasil (2022), atualmente vive em São Paulo, Brasil.
Tem contos publicados em antologias Melhor não abrir essa gaveta (Terceiro Selo, 2015), Fake Fiction (Dublinense, 2020), Acervo de Ficções (Zouk, 2021) y Não escrevo porque (EdiPUCRS, 2021), entre várias outras, assim como em revistas literárias como a Travessa em Três Tempos e a Letralia.
Seu primeiro romance, Os Continentes de Dentro, foi publicado no Brasil (Zouk, 2021) e na Espanha (Ménades Editorial, 2021).

## Obras
- Os Continentes de Dentro. Zouk, Porto Alegre, Brasil. 2021.
- Los Continentes del Adentro. Ménades Editorial, Madri, Espanha. 2021.

## Premiações
- 2018 - Ainda assim, Prêmio Cabíria de Roteiro.[6]
- 2022 - Volver a cuándo, Premio Café Gijón.[7]